# Czingiz Kałykow
Czingiz Kałykow (ros. Чингиз Калыков, ur. 2 maja 1994) – kazachski skoczek narciarski. Uczestnik mistrzostw świata juniorów (2014) i zimowej uniwersjady (2015). Medalista mistrzostw Kazachstanu.

## Przebieg kariery
W oficjalnych zawodach międzynarodowych rozgrywanych pod egidą FIS zadebiutował w lipcu 2010 w Villach, gdzie dwukrotnie zajął lokaty w szóstej dziesiątce zawodów FIS Cupu. Po raz pierwszy zapunktował w tym cyklu w lutym 2012 w Baiersbronn, gdzie był 30, wyprzedzając tylko swojego rodaka – Kanata Chamitowa. W zawodach tej rangi punktował jeszcze czterokrotnie, za każdym razem w Râșnovie – w styczniu 2013 był tam 29. i 25., a w lutym 2014 20. i 19.
Do rywalizacji w Pucharze Kontynentalnym, w ramach letniej edycji cyklu, po raz pierwszy przystąpił w lipcu 2012 w Kranju, gdzie został dwukrotnie zdyskwalifikowany. W zawodach tej rangi wystąpił jeszcze 10 razy (6 razy latem i 4 zimą), ani razu nie punktując, a jego najlepszym wynikiem była 42. lokata jaką zajął 17 sierpnia 2014 w Kuopio.
W styczniu 2014 w Predazzo zajął 65. miejsce w konkursie indywidualnym mistrzostw świata juniorów. W styczniu 2015 w Szczyrbskim Jeziorze, w swoim ostatnim starcie w oficjalnych zawodach międzynarodowych, był 45. w rywalizacji indywidualnej zimowej uniwersjady.
Kałykow jest medalistą mistrzostw Kazachstanu – w październiku 2014 zdobył brązowe medale w konkursach indywidualnych, zarówno na skoczni normalnej, jak i dużej.

## Mistrzostwa świata juniorów

### Indywidualnie
| 2014 Val di Fiemme/Predazzo | – | 65. miejsce |

### Starty C. Kałykowa na mistrzostwach świata juniorów – szczegółowo
| Miejsce | Dzień       | Rok  | Miejscowość | Skocznia           | Punkt K | HS     | Konkurs  | Skok 1 | Skok 2 | Nota     | Strata    | Zwycięzca   |
| ------- | ----------- | ---- | ----------- | ------------------ | ------- | ------ | -------- | ------ | ------ | -------- | --------- | ----------- |
| 65.     | 31 stycznia | 2014 | Predazzo    | Trampolino Dal Ben | K-95    | HS-106 | indywid. | 63,5 m | –      | 44,2 pkt | 187,3 pkt | Jakub Wolny |

## Uniwersjada

### Indywidualnie
| 2015 Szczyrbskie Jezioro | – | 45. miejsce |

## Puchar Kontynentalny

### Miejsca w klasyfikacji generalnej
| Sezon     | Miejsce           |
| --------- | ----------------- |
| 2014/2015 | niesklasyfikowany |

### Miejsca w poszczególnych konkursach Pucharu Kontynentalnego
| Sezon 2014/2015                                          |      |      |           |           |       |       |         |         |         |         |         |          |          |            |       |       |               |               |                  |                  |                  |         |         |             |             |        |        |        |        |        |        |        |        |        |        |        |        |        |        |        |        |        |        |        |        |        |        |        |        |        |        |        |        |        |        |        |        |
| Rena                                                     | Rena | Rena | Engelberg | Engelberg | Wisła | Wisła | Sapporo | Sapporo | Sapporo | Planica | Planica | Zakopane | Zakopane | Brotterode | Lahti | Lahti | Iron Mountain | Iron Mountain | Titisee-Neustadt | Titisee-Neustadt | Titisee-Neustadt | Seefeld | Seefeld | Niżny Tagił | Niżny Tagił | punkty | punkty | punkty | punkty | punkty | punkty | punkty | punkty | punkty | punkty | punkty | punkty | punkty | punkty | punkty | punkty | punkty | punkty | punkty | punkty | punkty | punkty | punkty | punkty | punkty | punkty | punkty | punkty | punkty | punkty | punkty | punkty |
| -                                                        | -    | -    | 65        | 67        | 54    | 50    | -       | -       | -       | -       | -       | -        | -        | -          | -     | -     | -             | -             | -                | -                | -                | -       | -       | -           | -           | 0      | 0      | 0      | 0      | 0      | 0      | 0      | 0      | 0      | 0      | 0      | 0      | 0      | 0      | 0      | 0      | 0      | 0      | 0      | 0      | 0      | 0      | 0      | 0      | 0      | 0      | 0      | 0      | 0      | 0      | 0      | 0      |
| Legenda                                                  |      |      |           |           |       |       |         |         |         |         |         |          |          |            |       |       |               |               |                  |                  |                  |         |         |             |             |        |        |        |        |        |        |        |        |        |        |        |        |        |        |        |        |        |        |        |        |        |        |        |        |        |        |        |        |        |        |        |        |
| 1 2 3 4-10 11-30 poniżej 30 - – zawodnik nie wystartował |      |      |           |           |       |       |         |         |         |         |         |          |          |            |       |       |               |               |                  |                  |                  |         |         |             |             |        |        |        |        |        |        |        |        |        |        |        |        |        |        |        |        |        |        |        |        |        |        |        |        |        |        |        |        |        |        |        |        |

## Letni Puchar Kontynentalny

### Miejsca w klasyfikacji generalnej
| Sezon | Miejsce           |
| ----- | ----------------- |
| 2012  | niesklasyfikowany |
| 2014  | niesklasyfikowany |

### Miejsca w poszczególnych konkursach Letniego Pucharu Kontynentalnego
| 2012                                                                          |       |       |       |                 |                 |                        |                        |             |             |            |            |             |             |        |        |        |        |        |        |        |        |
| Stams                                                                         | Stams | Kranj | Kranj | Krasnaja Polana | Krasnaja Polana | Kuopio                 | Kuopio                 | Lillehammer | Lillehammer | Czajkowski | Czajkowski | Klingenthal | Klingenthal | punkty | punkty | punkty | punkty | punkty | punkty | punkty | punkty |
| -                                                                             | -     | dq    | dq    | -               | -               | 55                     | 53                     | -           | -           | -          | -          | -           | -           | 0      | 0      | 0      | 0      | 0      | 0      | 0      | 0      |
| 2014                                                                          |       |       |       |                 |                 |                        |                        |             |             |            |            |             |             |        |        |        |        |        |        |        |        |
| Kranj                                                                         | Kranj | Wisła | Wisła | Kuopio          | Kuopio          | Frenštát pod Radhoštěm | Frenštát pod Radhoštěm | Klingenthal | Klingenthal | Stams      | Stams      | Trondheim   | Trondheim   | punkty | punkty | punkty | punkty | punkty | punkty | punkty | punkty |
| -                                                                             | -     | 52    | 51    | 44              | 42              | -                      | -                      | -           | -           | -          | -          | -           | -           | 0      | 0      | 0      | 0      | 0      | 0      | 0      | 0      |
| Legenda                                                                       |       |       |       |                 |                 |                        |                        |             |             |            |            |             |             |        |        |        |        |        |        |        |        |
| 1 2 3 4-10 11-30 poniżej 30 - – zawodnik nie wystartował dq – dyskwalifikacja |       |       |       |                 |                 |                        |                        |             |             |            |            |             |             |        |        |        |        |        |        |        |        |